# Kali falx
Kali falx és una espècie de peix de la família dels quiasmodòntids i de l'ordre dels perciformes.

## Etimologia
Kali fa referència a una de les deesses principals de l'hinduisme (Kali), mentre que el mot llatí falx (falç) al·ludeix a la semblança de la forma de les seues dents amb aquesta eina agrícola.

## Descripció
El cos, allargat i comprimit lateralment, fa 16,4 cm de llargària màxima. Absència d'escates (llevat de les de la línia lateral, la qual no és interrompuda).

## Hàbitat i distribució geogràfica
És un peix marí, batipelàgic (entre 1.300 i 2.870 m de fondària) i de clima tropical (29°N-8°N), el qual viu a les regions equatorials i tropicals septentrionals dels oceans Atlàntic (8°N), Índic (al voltant de 14°N) i Pacífic (entre 29°N i 10°N).

## Observacions
És inofensiu per als humans i el seu índex de vulnerabilitat és de baix a moderat (28 de 100).